# Rivera (Uruguay)
Rivera ist eine Stadt im Norden Uruguays.

## Geographie
Rivera ist die Hauptstadt des gleichnamigen Departamentos Rivera und liegt etwa 400 km (Luftlinie) nördlich der Hauptstadt Montevideo. Sie ist Grenzstadt zwischen Brasilien und Uruguay. Jenseits der Grenze liegt Santana do Livramento im Bundesstaat Rio Grande do Sul. Rivera liegt am Fuße der Bergkette Coxhilia de Santana.

## Klima
|                        | Jan  | Feb  | Mär  | Apr  | Mai  | Jun  | Jul  | Aug  | Sep  | Okt  | Nov  | Dez  |   |      |
| Mittl. Temperatur (°C) | 24,1 | 23,5 | 21,6 | 18,1 | 15,3 | 12,3 | 12,3 | 13,4 | 15,0 | 17,9 | 20,5 | 22,8 | ⌀ | 18   |
| Mittl. Tagesmax. (°C)  | 30,1 | 29,2 | 27,1 | 23,4 | 20,4 | 16,9 | 17,1 | 18,5 | 20,3 | 23,5 | 26,0 | 28,8 | ⌀ | 23,4 |
| Mittl. Tagesmin. (°C)  | 18,0 | 17,9 | 16,4 | 13,0 | 10,1 | 7,5  | 7,6  | 8,4  | 9,7  | 12,3 | 14,4 | 16,8 | ⌀ | 12,7 |
|                        |      |      |      |      |      |      |      |      |      |      |      |      |   |      |
| Niederschlag (mm)      | 149  | 155  | 147  | 135  | 117  | 102  | 132  | 118  | 152  | 163  | 141  | 128  | Σ | 1639 |
|                        |      |      |      |      |      |      |      |      |      |      |      |      |   |      |
| Regentage (d)          | 8    | 7    | 8    | 7    | 7    | 8    | 9    | 8    | 8    | 8    | 7    | 6    | Σ | 91   |
|                        |      |      |      |      |      |      |      |      |      |      |      |      |   |      |
| Luftfeuchtigkeit (%)   | 69   | 71   | 75   | 78   | 79   | 80   | 80   | 77   | 75   | 73   | 71   | 68   | ⌀ | 74,7 |

| 18,0 |

| 17,9 |

| 16,4 |

| 13,0 |

| 10,1 |

| 7,5 |

| 7,6 |

| 8,4 |

| 9,7 |

| 12,3 |

| 14,4 |

| 16,8 |

| 18,0 |

| 17,9 |

| 16,4 |

| 13,0 |

| 10,1 |

| 7,5 |

| 7,6 |

| 8,4 |

| 9,7 |

| 12,3 |

| 14,4 |

| 16,8 |

## Geschichte
Rivera wurde offiziell am 20. Juli 1867 gegründet. Es gilt als die Urheimat bzw. Hochburg der portugiesisch-spanischen Mischsprache Portuñol.

## Einwohner
Rivera hat 64.485 Einwohner (Stand 2011), davon 30.383 männliche und 34.102 weibliche, mit der Schwesterstadt Santana do Livramento ca. 200.000 insgesamt.

## Infrastruktur

### Verkehr
Rivera, das über einen Busbahnhof verfügt, ist über die Ruta 5 an das nationale Straßennetz angeschlossen. Rund 10 Kilometer außerhalb der Stadt in südöstlicher Richtung befindet sich der Flughafen Rivera.

### Beschreibung
Der im Februar 1943 eingeweihte Plaza Internacional ist einer der Kernpunkte der Stadt. Er liegt sowohl auf uruguayischem als auch brasilianischem Territorium und bildet eine offene Grenze zwischen Rivera und Santana do Livramento in Brasilien. Die Verbindungsstraße zwischen beiden Städten heißt Avenida Sarandí. In dieser Einkaufsstraße befinden sich Geschäfte unterschiedlichster Bereiche und auch die sogenannten Free Shops. Ein Wechsel in die brasilianische Stadt ist ohne Ausweispapiere möglich. Seit 2006 ist auch jegliche Grenzkontrolle abgeschafft worden. Weiterer zentraler Punkt der Stadt ist der vor der Intendencia Municipal gelegene Plaza Artigas.

### Bildung und Kultur
Rivera verfügt über vier weiterführende Schulen:
- Liceo Celio Pomoli,
- Liceo Rivera Chico und
- Liceo Zona Este
- Liceo Santa Isabel

Weiterhin gibt es eine „UTU“ (technische Schule) und ein Institut für Lehrerausbildung. Ein Kultursaal steht für Veranstaltungen zur Verfügung.

### Sport und Freizeit
Rivera hat mit dem Estadio Atilio Paiva Olivera ein Stadion. Zur sportlichen und gesellschaftlichen Freizeitgestaltung dient zudem der Golfclub Cuñapirús. Etwa zwanzig Minuten außerhalb Riveras befindet sich das Erholungsgebiet Parque Gran Bretaña.

### Weitere Einrichtungen
Die medizinische Versorgung wird durch ein staatliches Krankenhaus sowie mehrere private Konservatorien gewährleistet.

### Besonderheiten
Da in Brasilien Glücksspiel verboten ist, kommen viele Besucher in die geteilte Stadt, da es im uruguayischen Teil Casinos gibt.

## Söhne und Töchter der Stadt
- Ricardo Diéz (1900–1971), Fußballtrainer
- Carlos Parteli Keller (1910–1999), römisch-katholischer Geistlicher, Erzbischof von Montevideo
- Carmelo Arden Quin (1913–2010), Künstler
- Raúl Sichero (1916–2014), Architekt
- Albertino Etchechury (* 1936), Leichtathlet
- Miguel Caillava (1953–2014), Fußballspieler
- Julio César Ribas (* 1957), Fußballspieler und -trainer
- Pablo Bengoechea (* 1965), Fußballspieler
- Álvaro Núñez (* 1973), Fußballspieler
- Pablo Melo (* 1982), Fußballspieler
- Miguel Amado (* 1984), Fußballspieler
- Walter Ibáñez (* 1984), Fußballspieler
- Gastón Machado (* 1986), Fußballspieler
- Jonathan Lacerda (* 1987), Fußballspieler
- Rodrigo Mora (* 1987), Fußballspieler
- Sebastián Rosano (* 1987), Fußballspieler
- Fernando Lima (* 1991), Fußballspieler
- Rodrigo Viega (* 1991), Fußballspieler
- Martín Rivas (* 1992), Fußballspieler
- Felipe Carvalho (* 1993), Fußballspieler
- Pablo Lemos (* 1993), Fußballspieler
- Kevin Ramírez (* 1994), Fußballspieler
- Juan San Martín (* 1994), Fußballspieler
- Pablo Silveira (* 1994), Fußballspieler
- Matheus Cuello (* 1995), Fußballspieler
- Pablo González (* 1995), Fußballspieler
- Ronald Araújo (* 1999), Fußballspieler
- Nahuel Fernández (* 1999), Fußballspieler